# Volta a Portugal 2015
La Volta a Portugal 2015, 77a edició de la Volta a Portugal, es disputà entre el 29 de juliol i el 9 d'agost de 2015 sobre un recorregut de 1.551,7 km repartits entre un pròleg inicial i deu etapes. L'inici de la cursa va tenir lloc a Viseu, mentre el final era a Lisboa. La cursa forma part del calendari de l'UCI Europa Tour 2015, amb una categoria 2.1.
El vencedor final fou l'espanyol Gustavo César Veloso (W52-Quinta da Lixa), repetint la victòria de l'any anterior. També va guanyar la classificació per punts. El portuguès Joni Brandão (Efapel) acabà segon i l'espanyol Alejandro Marque (Efapel) tercer. En les altres classificacions Bruno Silva (LA Alumínios-Antarte) guanyà la classificació de la muntanya i Alexey Rybalkin (Lokosphinx) la dels joves. El W52-Quinta da Lixa fou el millor equip.

## Equips
L'organització convidà a prendre part en la cursa a un equip continental professional, catorze equips continentals i un equip nacional:
- equips continentals professionals: Caja Rural-Seguros RGA
- equips continentals: W52-Quinta da Lixa, Rádio Popular-Boavista, Efapel, LA Aluminios-Antarte, Tavira, Louletano-Ray Just Energy, Parkhotel Valkenburg, Idea 2010 ASD, Ecuador, Join-S-De Rijke, Lokosphinx, Stuttgart, Verandas Willems, Kuota-Lotto, ISD Continental,

## Etapes
| Etapa | Data         | Recorregut                                     |                           | Km             | Vencedor d'etapa           | Líder de la general        | Ref.           |
| ----- | ------------ | ---------------------------------------------- | ------------------------- | -------------- | -------------------------- | -------------------------- | -------------- |
| Pr    | 29 de juliol | Viseu - Viseu                                  | Contrarellotge individual | 6,0            | Gaetan Bille (BEL)         | Gaetan Bille (BEL)         |                |
| 1     | 30 de juliol | Pinhel - Bragança                              | Etapa plana               | 196,8          | Vicente de Mateos (ESP)    | Gaetan Bille (BEL)         |                |
| 2     | 31 de juliol | Macedo de Cavaleiros - Montalegre              | Etapa accidentada         | 175,6          | Delio Fernández (ESP)      | Gustavo César Veloso (ESP) |                |
| 3     | 1 d'agost    | Boticas - Fafe                                 | Etapa plana               | 172,2          | Davide Viganò (ITA)        | Gustavo César Veloso (ESP) |                |
| 4     | 2 d'agost    | Alvarenga - Senhora da Graça (Mondim de Basto) | Etapa de muntanya         | 159,4          | Filipe Cardoso (POR)       | Gustavo César Veloso (ESP) |                |
| 5     | 3 d'agost    | Braga - Viana do Castelo                       | Etapa accidentada         | 169,4          | José Gonçalves (POR)       | Gustavo César Veloso (ESP) |                |
| 6     | 4 d'agost    | Ovar - Oliveira de Azeméis                     | Etapa plana               | 154,1          | Gustavo César Veloso (ESP) | Gustavo César Veloso (ESP) |                |
|       | 5 d'agost    | Dia de descans                                 | Dia de descans            | Dia de descans | Dia de descans             | Dia de descans             | Dia de descans |
| 7     | 6 d'agost    | Condeixa-a-Nova - Alto da Torre                | Etapa de muntanya         | 171,3          | Delio Fernández (ESP)      | Gustavo César Veloso (ESP) |                |
| 8     | 7 d'agost    | Guarda - Castelo Branco                        | Etapa plana               | 180,2          | Eduard Prades (CAT)        | Gustavo César Veloso (ESP) |                |
| 9     | 8 d'agost    | Praia de Pedrogão - Leiria                     | Contrarellotge individual | 34,2           | Gustavo César Veloso (ESP) | Gustavo César Veloso (ESP) |                |
| 10    | 9 d'agost    | Vila Franca de Xira-Lisboa                     | Etapa plana               | 132,5          | Matteo Malucelli (ITA)     | Gustavo César Veloso (ESP) |                |

## Classificació final
| Pos. | Ciclista                   | Equip                  | Temps       |
| ---- | -------------------------- | ---------------------- | ----------- |
| 1    | Gustavo César Veloso (ESP) | W52-Quinta da Lixa     | 42h 00' 39" |
| 2    | Joni Brandão (POR)         | Efapel                 | + 2' 12"    |
| 3    | Alejandro Marque (ESP)     | Efapel                 | + 2' 19"    |
| 4    | Delio Fernández (ESP)      | W52-Quinta da Lixa     | + 2' 57"    |
| 5    | Rui Sousa (POR)            | Rádio Popular-Boavista | + 2' 58"    |
| 6    | António Carvalho (POR)     | W52-Quinta da Lixa     | + 3' 20"    |
| 7    | Sérgio Sousa (POR)         | LA Aluminios-Antarte   | + 3' 45"    |
| 8    | Daniel Silva (POR)         | Rádio Popular-Boavista | + 4' 32"    |
| 9    | Hernâni Brôco (POR)        | LA Aluminios-Antarte   | + 4' 33"    |
| 10   | Amaro Antunes (POR)        | LA Aluminios-Antarte   | + 5' 27"    |